# Ramaria aureofulva
Ramaria aureofulva är en svampart som beskrevs av Corner 1970. Ramaria aureofulva ingår i släktet Ramaria och familjen Gomphaceae.   Inga underarter finns listade i Catalogue of Life.